# Alpha Muscae
Alpha Muscae (α Muscae, α Mus) é a estrela mais brilhante da constelação de Musca, com uma magnitude aparente de +2,69. Com base em seu paralaxe de 10,34 milissegundos de arco, está a uma distância estimada de 315 anos-luz (97 parsecs) da Terra.
Com um tipo espectral de B2 IV-V, Alpha Muscae parece estar saindo da sequência principal e tornando-se uma estrela subgigante, conforme o hidrogênio em seu núcleo se esgota. É maior que o Sol, com aproximadamente nove vezes a massa solar e quase cinco vezes o raio. Irradia cerca de 4 000 vezes mais energia que o Sol a uma temperatura efetiva de 21 400 K, dando à estrela um tom azul-branco típico de estrelas de classe B. Possui uma rotação rápida com uma velocidade de rotação projetada de 114 km/s e uma idade estimada de cerca de 18 milhões de anos.
Alpha Muscae parece ser uma estrela variável do tipo Beta Cephei, cujo brilho varia em 1% em um período de 2,2 horas. Telting et al (2006) considera a estrela como uma variável Beta Cephei com um alto grau de certeza, embora Stankov e Handler (2005) listem-na como um candidato fraco ou rejeitado em seu Catalog of Galactic β Cephei Stars. Alpha Muscae é um membro de movimento próprio do subgrupo Centaurus-Crux Inferior da associação OB Scorpius-Centaurus, a associação OB mais próxima do Sol. A estrela tem uma velocidade peculiar de 10 km/s, que, apesar de alta, não é suficiente para ser considerada uma estrela fugitiva.
Uma estrela de magnitude 13 está situada a cerca de 30 segundos de arco de Alpha Muscae. Não se sabe se as estrelas formam um verdadeiro sistema estelar binário ou se são apenas uma binária óptica.